# Jeanne d'Orléans
Titre
Duchesse d'Alençon et comtesse du Perche
1424 – 19 mai 1432
(8 ans)
Jeanne d'Orléans, née le 13 septembre 1409 à Blois et morte le 19 mai 1432 à Angers, est l'unique enfant de Charles Ier d'Orléans et d'Isabelle de France, ainsi que la première épouse de Jean II d'Alençon.

## Biographie
Jeanne d'Orléans est la fille de Charles Ier d'Orléans et d'Isabelle de France, fille aînée du roi Charles VI et d'Isabeau de Bavière. Elle voit le jour le 13 septembre 1409 à Blois, mais sa mère meurt en lui donnant naissance, à l'âge de 19 ans seulement. En raison des remariages successifs de son père avec Bonne d'Armagnac en 1410, puis avec Marie de Clèves en 1440, Jeanne est une demi-sœur du futur roi Louis XII.
Le 15 avril 1410, lors de la formation de la ligue de Gien, Jeanne d'Orléans est fiancée par son père à Jean, le fils de son allié Jean Ier d'Alençon. Elle l'épouse en 1424 à Blois, mais leur mariage ne produit aucun descendant. Jeanne meurt prématurément le 19 mai 1432 à Angers, de causes inconnues. Après sa mort, son époux se remarie en secondes noces avec Marie, une des filles de Jean IV d'Armagnac.